# Dao Vallis
Dao Vallis est une haute et large vallée de Mars de 1 200 km de long. Elle fait partie d'un système d'écoulement dans le quadrangle d'Hellas.

## Désignation
Les grandes vallées martiennes reçoivent un nom rattaché à Mars ou bien la traduction du mot étoile dans diverses langues. L'Union astronomique internationale (UAI) officialise le nom Dao Vallis en 2006, Dao signifiant « étoile » en thaï.

## Géologie
Dao Vallis constitue un relief notable, dont les caractéristiques ont des implications importantes pour l'histoire du climat et de la géologie martiens. 

### Cartographie
Dao Vallis parcourt 1 200 km en partant du flanc sud-est du volcan Hadriacus Mons, traverse les hautes terres cratérisées du sud en direction du sud-ouest sur environ mille kilomètres et coupe les plaines sédimentaires du bord oriental du bassin d'Hellas, où elle s'interrompt,. Son volume est estimé à 2,5 fois celui du second plus grand canyon terrestre, le Grand Canyon.

### Formation

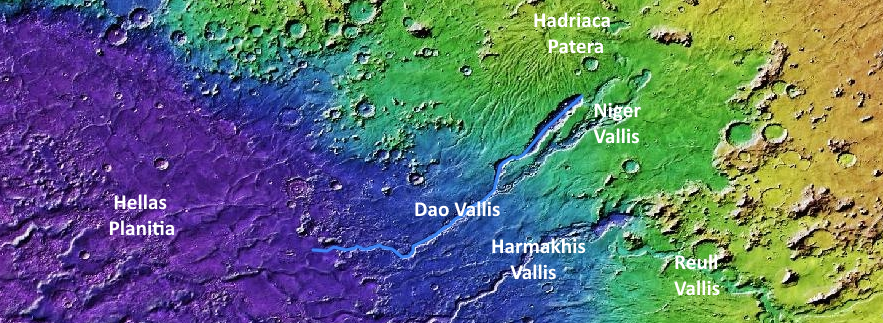
Vallées Dao, Niger, Harmakhis et Reull, rejoignant Hellas Planitia.

Dao Vallis fait partie des quatre principaux systèmes de canaux d'écoulement avec les vallées Niger, Harmakhis et Reull. Leur formation s'insère entre celle des vallées du Noachien et de l'Hespérien et celle des ravins et des cônes de débris (en) de l'Amazonien. La naissance de Dao Vallis sur les flancs d'un volcan et l'étude des données de THEMIS, Viking, MGS, Odyssey et MOLA conduisent à interpréter Dao Vallis comme résultant d'inondations éclair provoquées par la fonte brutale de grandes quantités de glace du sous-sol lors d'intrusions magmatiques, ainsi que d'effondrements dus à ce vidage du sous-sol, par effet de sape.

### Dao Vallis et son affluent Niger Vallis
Les vallées Dao et Niger atteignent 40 km de large par endroits. Au nord Dao Vallis est profond d'environ 2 400 m, avec un fond essentiellement lisse (ne comportant que des reliefs très érodés). Au sud son affluent Niger Vallis est profond d'environ 1 400 m. Les deux vallées sont séparées par des plaines affaissées, sans doute à la suite d'écoulements souterrains.

## Étude des matériaux et recherche de vie
Une équipe scientifique de la mission MRO a observé dans la région de Dao Vallis de la matière blanche étant possiblement de la glace d'eau poussiéreuse. Il pourrait y avoir une analogie entre les particules de poussière de cette glace et la poussière tombée sur les glaciers terrestres favorisant des poches d'eau souterraines appelées trous de cryoconite et abritant de la vie simple. Ce qui en ferait un endroit privilégié pour la recherche de vie sur Mars. L'eau y a peut-être coulé il y a 3,5 millions d'années.

Matière blanche observée par Mars Reconnaissance Orbiter

## Galerie

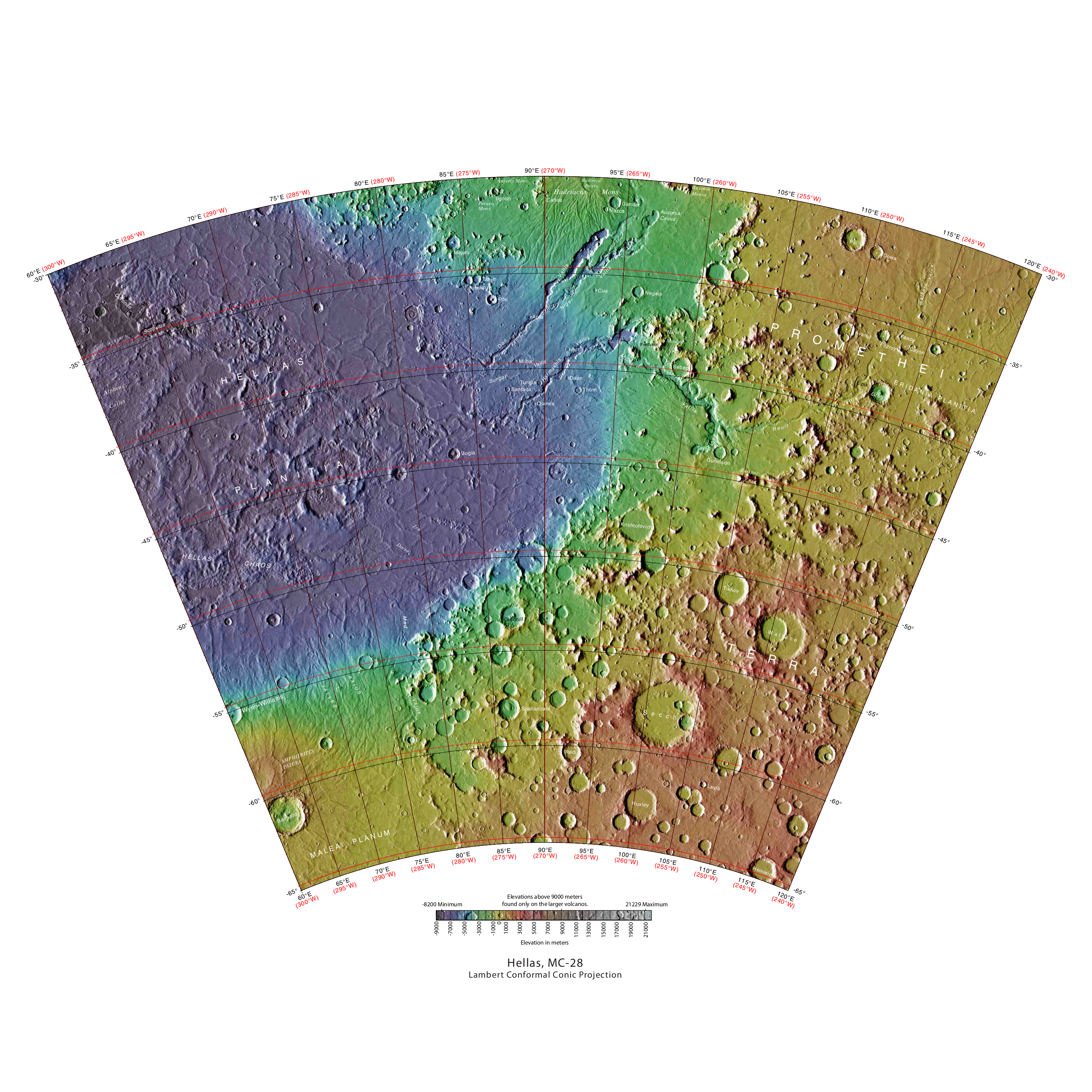
Quadrangle d'Hellas
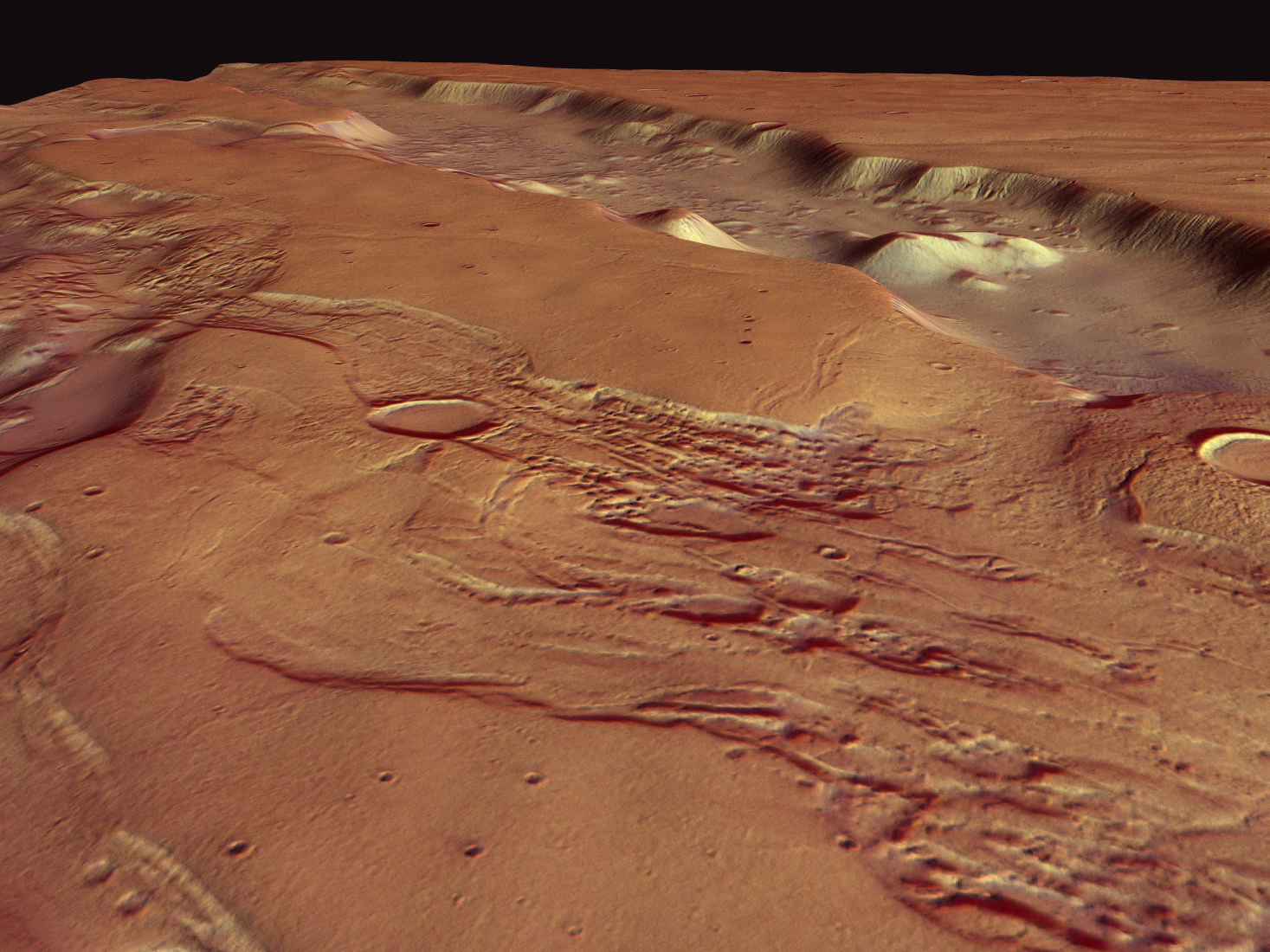
Dao et Niger vue perspective du sud
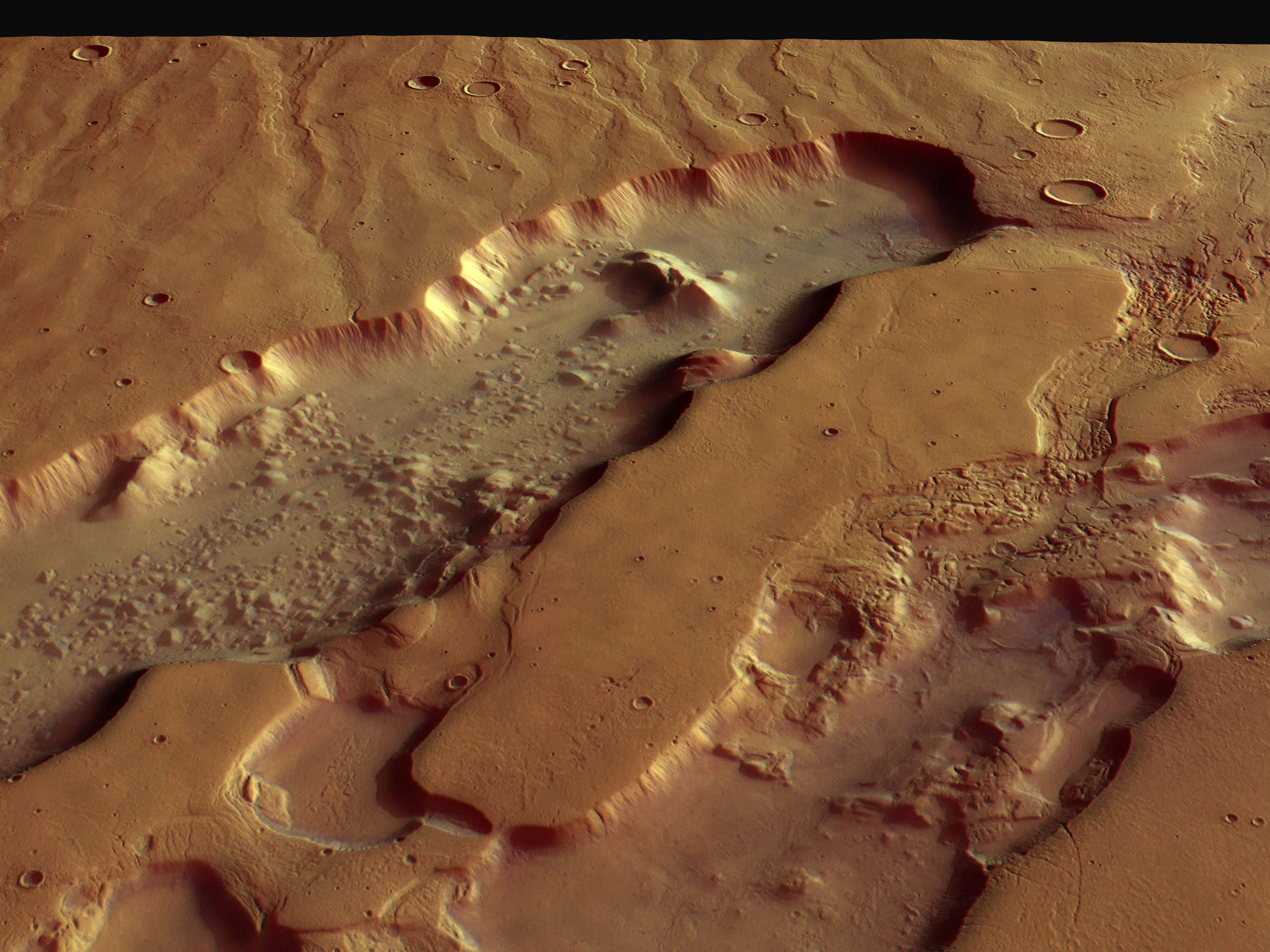
perspective vue du nord